# Romorantin-Lanthenay
Romorantin-Lanthenay je francouzská obec v departementu Loir-et-Cher v regionu Centre-Val de Loire. V roce 2011 zde žilo 16 908 obyvatel. Je centrem arrondissementu Romorantin-Lanthenay.

## Vývoj počtu obyvatel
Počet obyvatel 